# 广东实验中学美国分校
广东实验中学美国分校，简称省实美国分校，是广东实验中学在美国加利福尼亚州河滨市的一座分校，宣稱于2011年9月30日落成。 这所学校同时也被认为是美国第一所中国人建立的的海外实体中学。自从学校声称落成之后，陆续有媒体及网民怀疑这所学校的真实性。目前已确定这所学校不存在，省实也称“暂不在美国开设分校”。

## 背景
广东实验中学成立于1888年，曾与华师附中属于同一间中学。学校初中校区位于越秀区中山四路，高中校区位于荔湾区坑口省实路。学校为广东省重点中学，曾培养包括姜伯驹、钟南山在内共七名中国科学院院士和中国工程院院士。
2011年3月份，首次有媒体报导有关省实建立美国分校的消息。在报道中，学校校长鄭熾欽称其在2009年与美国“加州教育委员会主任”陈立见面时，曾大胆向陈立提出建立美国分校的设想，得到了对方的赞同。随后，美国凯麦斯教育基金会寄来函件声明愿意合作。
2011年5月份，“加利福尼亚州教育厅厅长”戴维·朗格（Dave Long）对省实进行了访问。报道中，陈立称凯麦斯教育基金会接受到的捐款已经超过1.5亿美元，加州政府也拨地300亩。
2011年9月30日，学校的牌匾被运到了河滨市，同时举行了落成典礼。学校领导、广东省教育厅厅长罗伟其以及省实校友和美国当地有关负责人参加了典礼活动。

## 学校介绍
据报道称，学校占地60公顷，投资额1.26亿美元（约合人民币8亿元），其中80%由美国政府出资，20%由美国凯麦斯教育基金会出资。学校依山而建，位于居民区附近以及公路旁，交通方便。 学校按功能划分，有教学区和运动区两部分，其中运动区拥有标准田径场、棒球场、网球场、游泳馆等。 校园建设目前已大部分完成，预计于2012年1月份竣工，并招生大概1300人。  同时，考虑到加利福尼亚州地震频发的情况，学校充分考虑了安全性，整个分校最高建筑物楼层不超过4层。

## 造假与骗局的质疑
在美国分校成立之后的一周后，世界日报率先在10月6日的B版头条对此提出了质疑。随后越来越多的媒体开始进行报道此事，人们也开始发现越来越多的疑点。

### 媒体关注度
虽然对于美国来说，这是首例与外国合办的公立中学，然而当地媒体似乎对此反应冷淡。省实校友称，当天到场的媒体仅有省实从广州邀请的7名记者，加州当地没有任何一家媒体出席。 在世界日报于10月6日提出质疑之前，美国当地唯一一家报道了此次事件的是华人报纸侨报，而其中引用的来源是来自于大陆的新华社。 直至10月21日，美国当地才出现第一篇非华人报纸的报道，内容为洛杉矶时报对此事长篇的质疑。
国内唯一对此事进行负面报道的经济观察报网站上的文章已经被删除。

### 当地学校及部门反应
在当日学校落成典礼派发的材料中，就有人发现该学校示意图为属于河滨县Alvord联合学区的Hillcrest高中。同时，典礼的照片背景也是这一所美国的公立高中。 但是联合学区却声称当日是“有中国教育界人士来学校参观”，学区负责人，商務部主任西蒙森（Mike Simonson）同时还表示自己“自己从未和中国谈合作”。 典礼上被宣称为“广东实验中学美国分校校长”的康奈利（Cyrill Connelly）则声称自己仅仅是一所私立小学的校长，因为想拓展中国生源才特地飞来加州参加这个仪式。
凯麦斯教育基金會負責人陈立在一开始对此辩称分校只是作“教师培训基地”，并表示“当地居民反对声浪大因此决定迁址”。 随后国内媒体采访时，他却表示这个学校是“合作办学”，学校只是提出租借，出现这样的问题是中美国情不同的误解。至于网上有人提出的“参观半小时就把美国学校拿下，实为创举”，他声称美国分校筹备已有两年时间。
对于陈立的答复，西蒙森在10月12日通过邮件回复“关于租借Hillcrest高中，与外界组织没有任何形式的协议，不管是书面的还是口头的”，“Hillcrest高中是納稅人的錢建設，為加州公立學校，供本地學生使用”。 他甚至还说“如果有人说我们已合作，这并非事实，这是诈骗（it's not true, it's fraud）”。
美国联邦劳工部全国职业技术培训中心负责人则对此表示，合作办学要经过很复杂的手续，以及加州教育委员会的审批，学区不可能对此不知情。

### 对于陈立及基金会的质疑
美国分校成立，主要的疑点均在凯麦斯基金会负责人陈立身上。在此前省实官网上的报道以及国内媒体的报道中，陈立的身份均为美国“加州教育委员会主任”。然而加州教育委员会办公厅声明，他们并未听说陈立此人，并认为陈立在利用此身份诈骗。 至于与陈立同行的所谓“加利福尼亚州教育厅厅长”戴维·朗格，则早已在2008年11月份辞职。
陈立本人对有关问题的答复也十分模棱两可。最开始，他的说法是省实办一所公办民助性质的分校，凯麦斯基金会提供经费支持，加州政府提供土地出地，省实负责管理和运营；事件曝光后，陈立又改口说因当地居民反对，将寻其它学区办一所私立学校，冠以广东实验中学的名字；随后又变成以基金会名义注册一所私立学校，暂时将省实的学生委托给其它高中培养。 目前，陈立发表了《关于广东实验中学美国分校（简称省实美分校）建立的说明》，并表示省实美国分校是他基金会获得了省实的冠名权后在美注册成立的私立学校，与当地Hillcrest高中及Alvord联合学区没有任何关系。 同时他表示，他“没有对省实和省厅说出此‘实情’”，有关人士参加典礼之时还不知道分校是根本没有建成的。
对于美国凯麦斯教育基金会，其官方网站声称基金会成立于1998年。 然而，网上的“Chemax Education Foundation Inc”的搜索结果却显示该基金会成立于2009年12月，同时陈立还是另外一家名称类似的的销售汽车配件的“Chemax International Inc”的主席，且这两家公司的地址完全相同。 甚至，在一个旅行社的网站上也声称基金会属于该旅行社名下企业。 而基金会网站上关于美国分校的所有报道全部已经被删除。
现在为止，大部分证据都显示省实美国分校是陈立及美国凯麦斯教育基金会主导的一个骗局。 陈立本人已遭到加州社區學院及大學獨立協會副会长歐克斯（Robert Oakes）向奇諾市警局及聖伯納汀諾縣地方檢察官辦公室舉報。

### 学校及教育厅反应
相对于质疑提出之前的高调，作为受骗者，广东实验中学及广东省教育厅官方直至事件发生后差不多两周后才有回应。同凯麦斯教育基金会网站一样，学校网站上的有关报道在数日之后已经全部被删除。
10月12日，广东实验中学校长在学校全體教師會上講話時表示：“經校長辦公會議決定，暫停美國分校建設”。
10月17日，学校表示在美国分校事件上出现了“出乎意料的情况”，学校正在通过多方面渠道调查，并承诺会尽快公布结果。
10月18日，广东省教育厅称，美国分校事件“正在处理中”。
10月19日，学校对此事做出了第一次正式的回应。在向侨报发出的信函中，学校表示由于经验不足，受到了陈立及基金会方面的欺骗，向校友道歉；同时还宣布中止了与陈立的合作关系。 学校网站上发布了内容为“经广东省教育厅批准，我校决定中止与美国凯迈斯教育基金会的合作”的公告。

### 网民态度
新浪微博上最早引用世界日报报道此事是一位自称为所谓资深美国移民律师的用户“马强移民律师”。而对于此报道，网民有两种看法：一部分人认为学校是真实的，存在误解或者报道错误；另一部分人则认为这是一个骗局。
不过，随着可疑点的逐渐出现，学校校友也开始在质疑此事的真实性，并且开始怀疑学校是遭到了陈立的欺骗。
在侨报刊出了省实官方道歉函之后，网络上少数人对此感到安慰，但大多数人抱怨看不到有关事件的报道。还有网民质疑校方道歉的动机，认为此事中仍有“尚未揭开的黑幕”。